# Chiacchiere

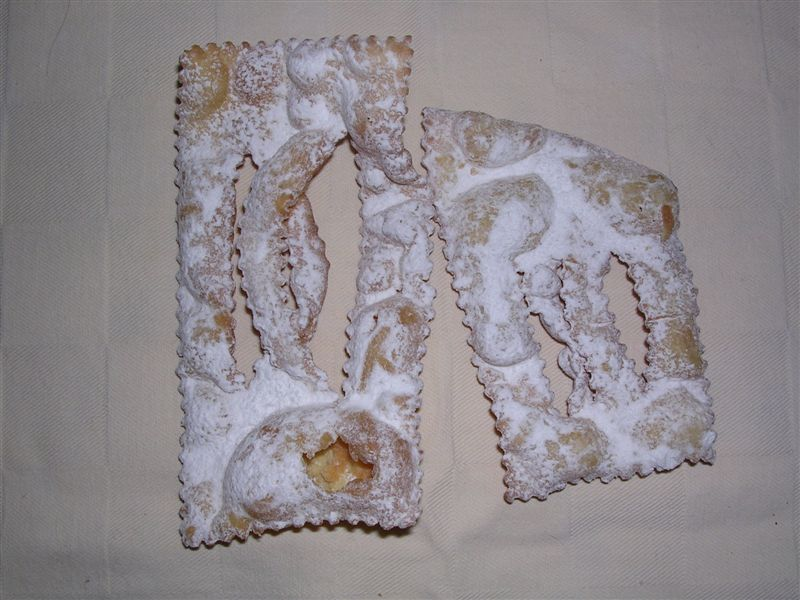
Sfrappole

Le bugie, chiamate anche galani, sprelle, crostoli, frappe, sfrappe, chiacchere, lattughe, amicizie o cenci, talvolta in Italia centrale come fregnette o mezze fregne se al forno, sono una tradizionale pasta dolce e croccante a base di un impasto che è stato modellato in sottili nastri ritorti, fritti e cosparsi di zucchero a velo. Sono diffuse in gran parte d'Europa e più comunemente consumate nel periodo subito precedente la Quaresima, generalmente durante il Carnevale. Sono chiamate anche con diversi altri nomi regionali. La loro tradizione risale a quella delle frictilia, i dolci fritti nel grasso animale che nell'antica Roma venivano preparati proprio durante il periodo del calendario romano corrispondente al Carnevale della Chiesa cattolica (febbraio).

## Descrizione
La base è un impasto di farina, burro o sugna, zucchero, uova e una componente alcolica, come l'acquavite, il marsala, la sambuca, il vinsanto, il brandy, la grappa o altro distillato e liquore. Successivamente l'impasto viene tagliato a strisce, talvolta manipolate poi a formare un nodo (in alcune zone prendono infatti il nome di fiocchetti).
La cottura avviene con la frittura, che le rende croccanti e friabili, tuttavia in tempi recenti si è diffusa la cottura al forno che è considerata più salutare. Infine si spolvera con zucchero a velo o, secondo alcune varianti, possono anche essere coperte da miele, cioccolato e/o zucchero a velo, innaffiate con alchermes o servite con il cioccolato fondente o con mascarpone montato e zuccherato.

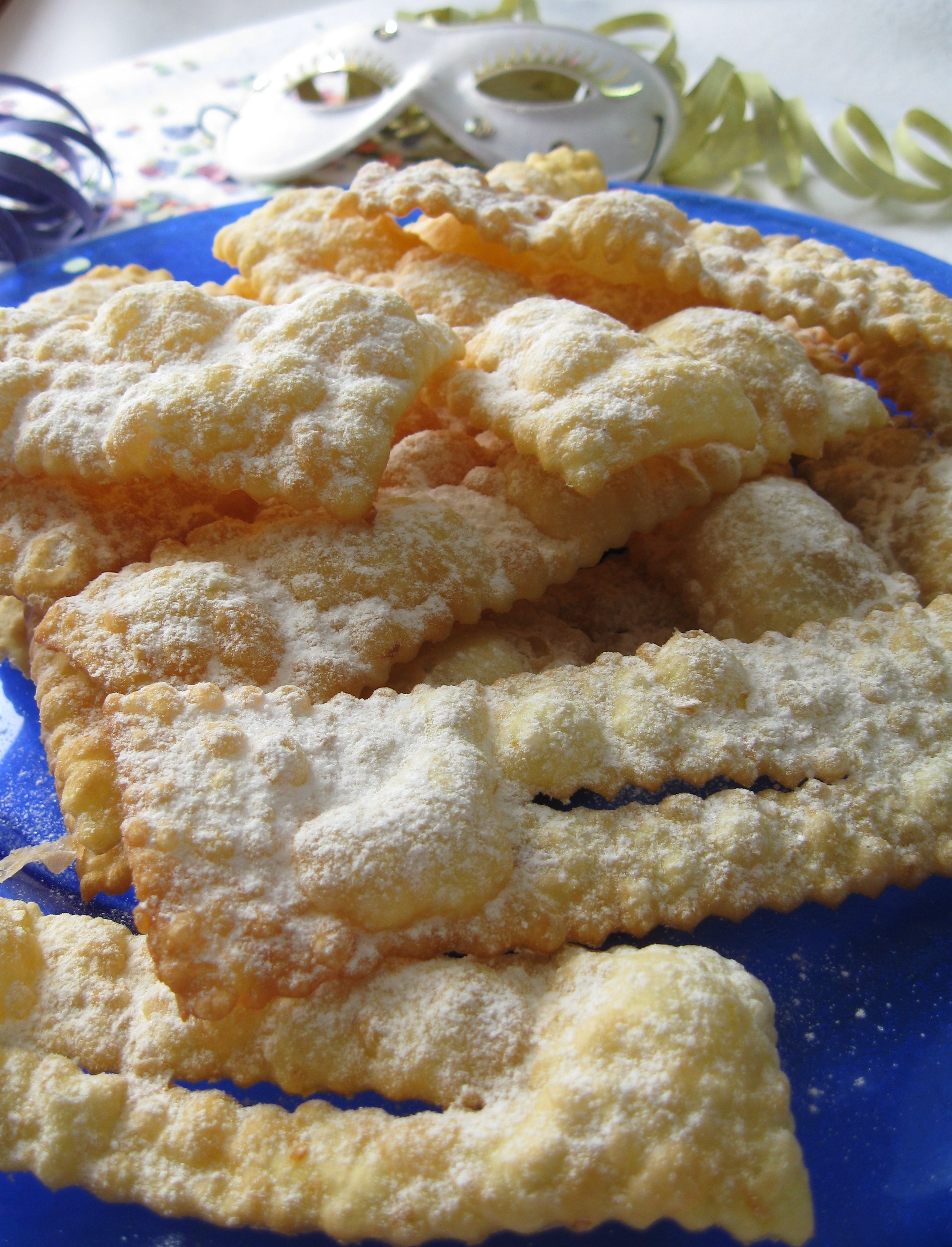
Chiacchiere fatte in casa

Il nome più comunemente usato per questo famoso dolce è chiacchiere, tuttavia esistono varianti utilizzate nelle diverse regioni italiane:
- amicizie (zona occidentale di Salerno);
- bugie (alcune zone del Piemonte, Liguria);
- carafoi (zone di lingua ladina)
- cenci (Toscana, in tutto il Valdarno da Arezzo a Pistoia, comprese Firenze e Prato e nel Casentino);
- crogetti (Toscana solo a Chianciano Terme ed in Val di Chiana);
- chiacchiere (alta Umbria, basso Lazio, Abruzzo Citeriore, Molise, Puglia, Basilicata, Campania, Calabria, Sicilia, ma anche a Milano, nella zona delle Alpi Apuane e della Lunigiana, nell'Emilia settentrionale e in alcune zone della Sardegna);
- cioffe (Abruzzo Ulteriore);
- cresciole (Pesarese);
- cróstoli, cróstui, cróstoi, gróstoli, gròstoi o grustal (Polesine, Ferrarese, Vicentino, Trevigiano, Bellunese, Trentino, Friuli,Venezia Giulia, Alto Adige, alcune zone della Liguria);
- cunchielli (in alcune aree del Molise);
- fiocchetti (Montefeltro, Romagna costiera);
- frappe (Lazio dalla zona di Latina e Aprilia a Viterbo, a Roma, in Ciociaria, nell'Aquilano, in bassa Umbria, alcune zone delle Marche e dell'Emilia);
- frappole (alcune zone della Toscana)[2];
- galàni (zona tra Venezia, Padova e, in parte, Verona)
- galarane o saltasù o soltasü (Bergamo, Sondrio)
- gale o gali (Vercelli, Bassa Vercellese, provincia di Novara e Barenghese);
- gasse (Montefeltro);
- guanti (Alife, zona del Matese);
- hróštelce o fláncati[8] (Trieste e Gorizia, in sloveno)
- intrigoni (Reggio Emilia);
- lattughe (provincia di Mantova, provincia di Brescia, provincia di Cremona. In dialetto latǖghe);
- maraviglias (Sardegna in lingua sarda);
- merveilles[9] (Valle d'Aosta, in francese);
- sfrappe (Marche);
- sfrappole (Bologna);[10]
- sossole (Verona);[11]
- sprelle (provincia di Piacenza)
- strufoli, struffoli o melatelli (se con miele) (Maremma toscana);
- risòle (Cuneo e sud del Piemonte);
- rosoni (Modena);
- e ancora stracci, lasagne, pampuglie, manzole, garrulitas (in sardo).

## Origini
Nell’Antica Roma, i “frictilia” erano dolci fritti nel grasso di maiale in occasione dei Saturnali e Baccanali, poi nel medioevo nelle "feste dei folli". In epoca cristiana, più recente, rimase la tradizione di friggere in grandi quantità queste frittelle, ma nel periodo di Carnevale che precedeva la Quaresima. L'origine del nome ha moltissime versioni, che cambiano di luogo in luogo.

### Origini del nome
La regina Margherita di Savoia richiese un dolce al cuoco di corte napoletano Raffaele Esposito, il quale preparò delle frittelle, servendole appunto con il nome di chiacchiere.

## Altre varianti del nome in altri paesi
Esistono molte versioni europee, ad esempio in Francia sono diffuse in Languedoc, Provenza e Rouergue con il nome di oreillettes (orecchiette), nell'area dell'antico Ducato di Savoia come bugnes e merveilles (meraviglie).
I nomi regionali di altre zone dell'Europa sono:
| Paese o regione | Nome                                 |
| --------------- | ------------------------------------ |
| Belgio          | croustouille                         |
| Bielorussia     | хрушчы (chruščy) o фаворкі (favorki) |
| Croazia         | krostole                             |
| Danimarca       | klejner                              |
| Francia         | oreillettes, bugnes, merveilles      |
| Germania        | Räderkuchen                          |
| Lituania        | žagarėliai                           |
| Polonia         | chruściki, chrusty o faworki         |
| Romania         | minciunele, cirighele o scovergi     |
| Russia          | хворост (chvorost)                   |
| Slovacchia      | fánka                                |
| Spagna          | orejas                               |
| Svezia          | klenäter                             |
| Ungheria        | csöröge                              |
| Ucraina         | вергуни (verhuny)                    |
| Brasile         | Cueca-virada o crostoli              |
| Inghilterra     | Angel Wings                          |